# Prototetide
La Prototetide o Oceano Prototetide era un antico oceano la cui esistenza si situa tra l'ultima parte dell'Ediacarano e il Carbonifero, all'incirca tra 550 e 330 milioni di anni fa. Fu il predecessore della Paleotetide.

## Evoluzione storica
L'oceano Prototetide si formò quando la Pannotia si frantumò e la Protolaurasia (costituita dai continenti Laurentia, Baltica e Siberia) si staccò dal supercontinente che in seguito sarebbe diventato la Gondwana. L'oceano Prototetide, che si formò tra questi due supercontinenti, era separato dall'immenso oceano della Panthalassa a nord da una serie di archi insulari e dal microcontinente Kazakhstania.
La Prototetide si espanse ulteriormente durante il Cambriano e raggiunse la sua massima ampiezza tra l'Ordoviciano superiore e il Siluriano medio ed era posizionata tra il continente Siberia a ovest e la Gondwana a est. 
Cominciò poi a ritirarsi verso al fine del Siluriano, quando il continente della Cina del Nord e il continente della Cina del Sud si staccarono e dalla Gondwana e si diressero verso nord.
Verso la fine del Devoniano, il microcontinente Kazakhstania entrò in collisione con la Siberia, provocando un'ulteriore contrazione della Prototetide. L'oceano si chiuse quando il cratone della Cina del Nord andò a collidere con il neo formato continente Siberia-Kazakstania nel corso del Carbonifero, mentre iniziava l'espansione della Paleotetide.